# 응오반후옛
응오반후옛(베트남어: Ngô Văn Xuyết: 1913년 - 2005년 1월 1일)은 베트남의 혁명가다. 
1930년대에 트로츠키주의자로서 인도차이나 공산당의 “모스크바 노선”에 반대했고(베트남의 트로츠키주의), 또한 프랑스 식민본국을 “반파시스트 동맹”으로 간주하는 것도 반대했다. 1945년 이후에도 계속 당의 노선에 반대하다 암살의 표적이 되자 프랑스로 망명했다. 프랑스에서 아나키스트 스페인 내전 난민들과 교류하면서 “새로운 관점”을 얻었고, 이후에는 막시밀리앵 뤼벨과 앙리 시몽의 평의회주의 써클에 들어갔다.

## 같이 보기
- 베트남의 트로츠키주의